# Sanicula europaea
Sanicula europaea é uma espécie de planta com flor pertencente à família Apiaceae.
A autoridade científica da espécie é L., tendo sido publicada em Species Plantarum 1: 235. 1753.

## Portugal
Trata-se de uma espécie presente no território português, nomeadamente em Portugal Continental.
Em termos de naturalidade é nativa da região atrás indicada.

## Protecção
Não se encontra protegida por legislação portuguesa ou da Comunidade Europeia.

## Descrição
Histórica
A seguir apresenta-se a descrição dada por António Xavier Pereira Coutinho na sua obra Flora de Portugal (Plantas Vasculares): Disposta em Chaves Dicotómicas (1.ª ed. Lisboa: Aillaud, 1913):
Folhas basilares muito pecioladas, 3-8-partidas, com os segmentos 2-3-lobados ou 2-3-partidos e inciso-serrados; folhas caulinares pequenas ou subnulas;
umbela com invólucro de 2-4 brácteas foliáceas e 3-6 raios desigual, que ou suportam logo os capítulos floríferos ou se dividem primeiro em umbelulas, providas de pequenos involucelos e com 2-3 raios. Planta de 1,5 a 5 dm, erecta, glabra. Planta vivaz, herbácea. Março a Maio. Bosques, terrenos pedregosos, principalmente da região montanhosa: Trás-os-Montes, Minho, Beira central e meridional.

## Sinónimos
Segundo a base de dados Tropicos o nome aceite desta espécie é Sanicula elata Buch.-Ham. ex D. Don.
Segundo a base de dados The Plant List, possui os seguintes sinónimos:
- Astrantia diapensia Scop.
- Caucalis capitata Stokes
- Caucalis sanicula Crantz